# 서우크라이나

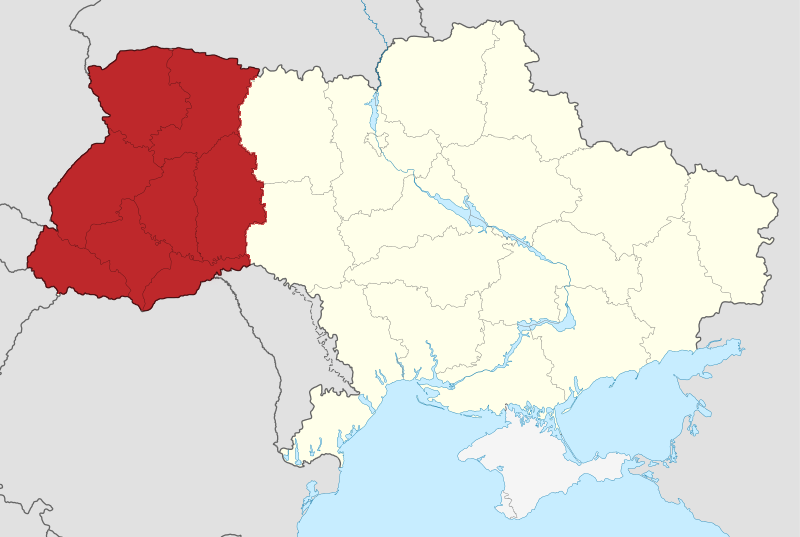
서우크라이나의 대략적 권역

서우크라이나(우크라이나어: Західна Україна)는 우크라이나의 서부 지역을 가리키는 말이다. 널리 받아들여지는 명확한 경계는 없으나 과거 오스트리아-헝가리 제국에 속해있던 르비우주, 체르니우치주, 이바노프란키우스크주, 테르노필주, 자카르파탸주가 일반적으로 포함되며, 폴란드-리투아니아 연방에 속해있던 볼린주, 리우네주도 흔히 포함된다. 간혹 흐멜니츠키주를 포함하기도 한다. 역사적으로 르비우가 서우크라이나의 중심 도시로 여겨져 왔다.

## 같이 보기
- 서벨라루스
- 갈리치아
- 서우크라이나 인민공화국